# Leyes Fundamentales del Reino
Las Leyes Fundamentales del Reino fueron el conjunto de ocho leyes españolas que organizaban los poderes del Estado durante la dictadura franquista, que concentraba todos los poderes en el jefe de Estado. Siete de ellas fueron promulgadas entre 1936 y 1967, completando el conjunto una octava Ley Fundamental, la Ley para la Reforma Política, aprobada durante la Transición, en 1977, ya muerto Franco, que con el mismo rango modificó el marco legislativo y permitió llevar a cabo la reforma política y las primeras elecciones libres en 1977. Conjuntamente, dichas leyes sintetizaban los aspectos básicos del sistema político español de la época, análogamente a como lo suele hacer una constitución.
Fueron abolidas por la disposición derogatoria de la Constitución española de 1978, a diferencia de la mayoría de las leyes que emanaban de ellas, ya que muchas de estas fueron reformadas desde la propia legalidad establecida, manteniendo su vigor de forma retroactiva.

## Fuero del Trabajo

Bandera de España durante la dictadura de Franco.

El ministro de Acción y Organización Sindical, el falangista Pedro González-Bueno y Bocos, consigue la aprobación en 1938 de una  ley intervencionista que regula la vida laboral y económica, concretamente en cuestiones relacionadas con la jornada laboral, las vacaciones, los salarios mínimos y los precios. Tales concesiones no eran otra cosa que regulaciones de la vida económica y estaban supeditadas al interés de la nación, de modo que aún reconociendo la iniciativa privada, el Estado la podría sustituir en dos ocasiones: cuando aquella fracasase o cuando lo exigiese el interés público.
Con una concepción entre católica y falangista, recibe influencia de la Carta di Lavoro italiana (1927), declarando cómo el trabajo no podía reducirse a mercancía ni a transacciones contra la dignidad del asalariado.
Sentaba las bases de la Seguridad Social, que el franquismo instauró más tarde, a la vez que prometía dos conceptos novedosos: liberar a la mujer casada del taller y de la fábrica y a facilitar la propiedad del hogar, del terreno cultivado y también de la herramienta de trabajo. Sentaba las bases del Sindicato Vertical, que agrupaba tanto a los empresarios como a los asalariados, técnicos y obreros, con un sistema de negociación de los convenios colectivos. Creó la Magistratura de Trabajo como tribunales especializados en resolver los conflictos laborales, particularmente el despido.

## Ley Constitutiva de las Cortes
La Ley Constitutiva de las Cortes de 1942 se elaboró ante la perspectiva de una próxima victoria aliada en la II Guerra Mundial.[cita requerida] Se crearon unas Cortes como instrumento de colaboración y de autolimitación, para preparar y elaborar las leyes. Los diputados pasan a denominarse procuradores, como antiguamente fue en la Corona de Castilla, y su competencia principal era elaborar y aprobar leyes. Su labor debía ser sancionada por el jefe del Estado, el cual podía, a su vez, dictar normas generales. Había procuradores natos, aquellos que los eran por razón del cargo; electivos, que debían su condición de procurador al resultado de una elección; y designados, que cesaban por revocación.
Tanto la Administración Local como  la Organización Sindical elegían sus procuradores. Para el tercio familiar, dos procuradores por provincia, se preveía el voto popular. El jefe del Estado, Francisco Franco, designaba  cuarenta procuradores, conocidos como los cuarenta de Ayete.
El cargo de procurador no era retribuido, aunque recibían alguna compensación económica.

## Fuero de los Españoles
El Fuero de los Españoles de 1945, que establecía los derechos y los deberes de los españoles.

## Ley del Referéndum Nacional
La Ley del Referéndum Nacional de 1945 establecía el uso del referéndum para asuntos importantes. La Ley de Sucesión en la Jefatura del Estado hacía obligatorio el referéndum para modificar las Leyes Fundamentales. También fue sometido a referéndum la Ley Orgánica del Estado (1966).

## Ley de Sucesión en la Jefatura del Estado
La Ley de Sucesión en la Jefatura del Estado de 1947, como su nombre indica, regulaba la sucesión. En ella se establecía que, pese a no haber un rey, España quedaba configurada como un reino. Franco queda designado como jefe de Estado vitalicio y se reservaba la opción de nombrar a su sucesor. Asimismo, se crearon el Consejo del Reino y el Consejo de Regencia.

## Ley de Principios del Movimiento Nacional
La Ley de Principios del Movimiento Nacional de 1958 establecía los principios rectores del ordenamiento jurídico franquista.

## Ley Orgánica del Estado
En la Ley Orgánica del Estado de 1967 se enumeraban los fines del Estado, se fijaban los poderes del jefe del Estado y se declaraba su responsabilidad política.

## Ley para la Reforma Política
La Ley para la Reforma Política fue aprobada en 1976. Mediante esta ley se establecieron las condiciones mínimas para elegir unas Cortes por sufragio universal y las habilitó para proceder a la reforma constitucional de las Leyes Fundamentales. Fue el principal instrumento jurídico que permitió articular la transición española. La Ley para la Reforma Política fue sometida a referéndum el 15 de diciembre de 1976 y obtuvo un respaldo mayoritario entre quienes participaron. Así, en vez de romper con la estructura del Estado, con la propia auto-liquidación de las Cortes franquistas, se utilizaron los mecanismos legales vigentes para la modificación del sistema y se establecieron los cauces para la creación de una monarquía parlamentaria, con la que se conseguía la democracia mediante un nuevo orden jurídico y político.